# Oorvormige glasslak
De oorvormige glasslak (Eucobresia diaphana) is een slakkensoort uit de familie van de Vitrinidae. De wetenschappelijke naam van de soort werd in 1805 voor het eerst geldig gepubliceerd door Jacques Draparnaud.

## Beschrijving
Het rechtsgewonden oorvormig huisje is nog relatief groot (in verhouding tot het dier), maar het dier kan zich niet meer helemaal in de schelp terugtrekken. Het heeft tot bijna 2,5 windingen en bereikt een diameter van 6 tot 7 mm en een hoogte van 3 tot 4 mm. Het is ernstig afgeplat tot bijna plat met een zeer grote, gezwollen snuit. Dit neemt ongeveer de helft van de uiteindelijke diameter in beslag. De naad is nauwelijks verdiept. De dwarse eivormige mond staat sterk schuin ten opzichte van de windingas. In het bovenaanzicht (van de top) buigt de rand van de mond naar voren in een zadelvorm. De navel is geopend.
De schaal is dun en kwetsbaar. Het is geelachtig tot witachtig en doorschijnend. De protoconch vertoont zeer kleine putjes die regelmatig in een spiraal zijn gerangschikt. Het oppervlak van de teleoconch is glad en glanzend, afgezien van zeer fijne, regelmatige groeilijnen.
Het lichaam van de oorvormige glasslak, dat het uiterlijk heeft van een naaktslak, is meestal diepzwart van kleur met soms iets lichtere kop en staartpunt; op grotere hoogten komen echter ook dieren met een lichtgrijze mantel voor. Uitgerekt bereiken ze een lengte van ongeveer 2 cm. De huidnaad bij de onderste opening van de schaal is relatief breed en beslaat ongeveer 35 tot 50% van de werveling. De mantel heeft een naar achteren grijpende mantelslip, eindigend in een grote, ovaalronde lob, die bij het kruipende geheel over de beginwindingen (top) van de schelp ligt.

### Vergelijkbare soorten
Bij Eucobresia nivalis neemt de laatste winding iets minder dan de helft van de diameter in beslag. Bij Eucobresia glacialis is de naad vanaf de zijkant niet meer zichtbaar.

## Geografische verspreiding en leefgebied
Het belangrijkste verspreidingsgebied strekt zich uit van de Franse Alpen in het westen over Zwitserland, Oostenrijk, Noord-Italië tot de noordwestelijke Balkan (Slovenië, Kroatië). In het noorden strekt het verspreidingsgebied zich uit tot Noord-Frankrijk, België, Nederland en Noord-Duitsland, in het oosten tot West- en Zuid-Polen, Tsjechië en Slowakije. Er zijn geïsoleerde afzettingen waargenomen in Bulgarije en Roemenië.
De dieren leven op koele en constant vochtige plaatsen in de kruidachtige vegetatie van bossen, valleiweiden, tussen stenen, van het laagland tot in de bergen (in Zwitserland tot 2.900 meter, in Bulgarije tot 2.600 meter). Op grotere hoogte komen ze ook voor in meer open biotopen, met struikgewas en gras.

## Levenswijze
De oorvormige glasslak kent waarschijnlijk een jaarlijkse afwisseling van generaties. In ieder geval op grotere hoogte vindt het leggen van eitjes plaats in de nazomer. De afgeronde eieren zijn witachtig met een glanzend oppervlak. De jongen komen na ongeveer twee weken uit. De jonge dieren voeden zich met groene en rottende plantendelen, waaronder afval. Oudere dieren lijken ook dierlijk voedsel te accepteren. Ook op milde winterdagen zijn de dieren af en toe actief.